# جيمس باول (لاعب كريكت)
جيمس باول (بالإنجليزية: James Powell)‏ (3 أبريل 1792 - 5 مايو 1870) هو لاعب كريكت بريطاني (وحمل سابقاً جنسية المملكة المتحدة لبريطانيا العظمى وأيرلندا ومملكة بريطانيا العظمى).